# Chauliodes rastricornis
Chauliodes rastricornis is een insect uit de familie Corydalidae, die tot de orde grootvleugeligen (Megaloptera) behoort. De soort komt voor in het oosten van de Verenigde Staten.